# Структура гірських порід

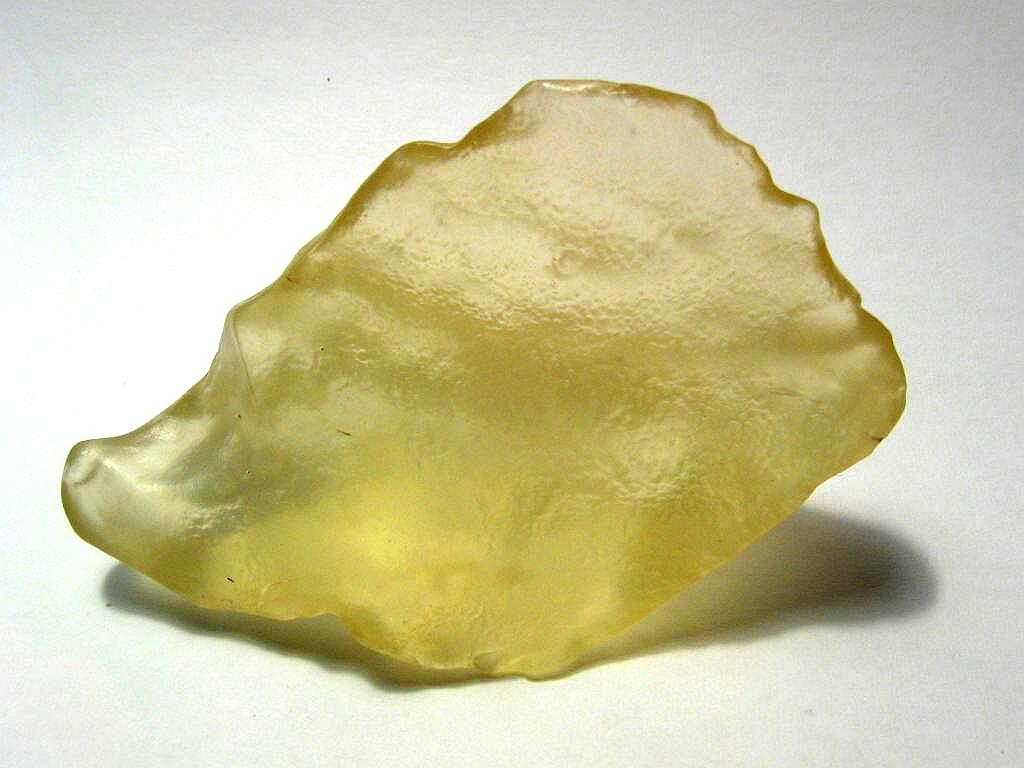
СТРУКТУРА СКЛУВАТА — структура вулканічних порід або їх основних мас, які складаються, в основному, з аморфної склуватої речовини. Син.: структура гіалінова, вітрофірова.

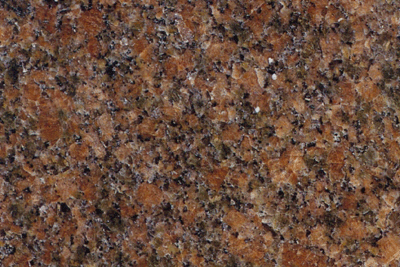
Зерниста структура граніту

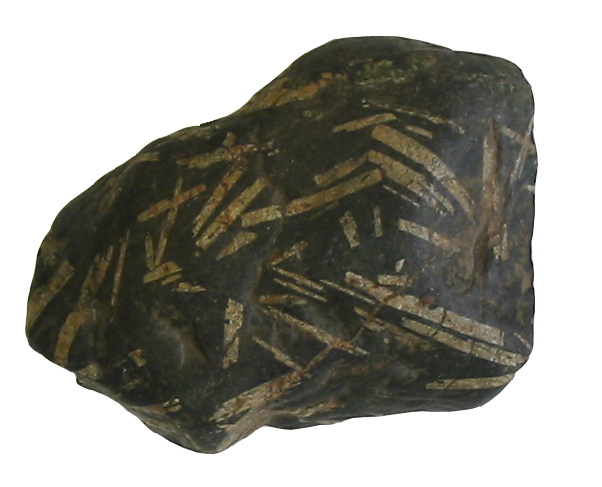
СТРУКТУРА ПОРФІРОВИДНА

Структура гірських порід — характеристика міри кристалічності гірських порід, що залежить від розміру і форми мінеральних зерен, їх взаємодії один з одним і з вулканічним склом.

## Загальна характеристика
Міра кристалічності магматичних порід зростає з переходом від вулканічних до жильних (дайкових) і плутонічних (інтрузивних) порід. Відповідно для вулканічних порід характерні склувата, неповнокристалічна, повнокристалічна, афірова і порфірова С.г.п., а структура основної маси цих порід вітрофірова, гіалопілітова (андезитова), пілотакситова, трахітова, інтерсертальна, інтерґранулярна (долеритова), офітова, пойкілоофітова і інш. Жильні породи мають звичайно порфіровидну, тонкозернисту і дрібнозернисту структуру.
До особливого типу належать грубозернисті структури пегматитів. Для плутонічних порід характерні явнокристалічна, дрібнозерниста і середньозерниста структура. Структури метаморфічних порід називаються кристалобластовими.
Метасоматичні гірські породи мають такі ж кристалобластові структури, як і метаморфічні, але в них сильніше виявлена тенденція до утворення псевдоморфоз і внаслідок цього краще зберігаються релікти первинних структур. Дислокаційний метаморфізм порід виражається в їх деформації, ґрануляції, дробленні, перетиранні. Шоковий, або ударний метаморфізм з утворенням імпактитів характеризується особливими С.г.п. внаслідок дроблення і виникнення типоморфних мінералів і мономінерального скла, які зберігають морфологічні межі мінералів, що раніше існували.
Структури осадових порід відображають умови накопичення осадів і їх подальшого перетворення. За крупністю зерна розрізнюються: лептопелітова (тонкопелітова), пелітова (глиниста), крупнопелітова (мулиста), алевропелітова, алевритова (пилувата), алевропсамітова, псамітова (піщана), псевдопсамітова, псефітова (крупноуламкова), агломератова і інш. С.г.п. Форму уламків відображають такі С.г.п. як кластична, щебенева, брекчієва, гравійна, гравійно-галькова, оолітова, сфероїдна, центрична, ґлобулярна. Склад уламків осадових порід відображають попелова, туфова, туфітова, аркозова, ґрауваккова, детритова, грудкувата, копролітова структури.

## Окремі різновиди структури гірських порід
СТРУКТУРА АГЛОМЕРАТОВА — різновид уламкової структури пірокластичних порід, що складаються г.ч. з великих уламків — вулканічних бомб, лапілей і брил.
СТРУКТУРА АГПАЇТОВА — різновид гіпідіоморфнозернистої структури, притаманної для нефелінових сієнітів (в тому числі агпаїтів Півд. Ґренландії). Характеризується ідіморфізмом лужних польових шпатів і нефеліну по відношенню до кольорових мінералів.
СТРУКТУРА АДІАГНОСТИЧНА — надзвичайно тонка структура деяких вивержених та метаморфічних порід, складові частини яких не розрізняються навіть під мікроскопом (порфіроїди, мілоніти тощо).
СТРУКТУРА АКСІОЛІТОВА — структура кислих склуватих вулканічних порід, що характеризується наявністю аксіолітів — сферолітових утворів, у яких волокна групуються у вигляді радіальних променів навколо прямої або вигнутої лінії, а не навколо центру, як у власне сферолітах.
СТРУКТУРА АЛОТРІОМОРФНОЗЕРНИСТА — характерна тим, що мінерали, які складають гірські породи, не мають специфічних кристалографічних контурів, тобто алотріоморфні (ксеноморфні). Син.: структура паналотріморфнозерниста, панксеноморфнозерниста.
СТРУКТУРА АЛЬВЕОЛЯРНА — те ж саме, що структура петльова.
СТРУКТУРА АМІГДАЛОЇДНА — характерна наявністю в гірських породах миндалин-пустот, заповнених цеолітами, мінералами кремнієвої кислоти, кальцитом, хлоритом, епідотом та ін. постмагматичними продуктами.
СТРУКТУРА АНДЕЗИТОВА — структура основної маси ефузивних порід середнього складу. Являє собою повсть голчастих мікролітів, просякнутих склом або продуктами розсклування. Син. : структура гіалопілітова.
СТРУКТУРА АПЛІТОВА — характерна однаковим степенем ідіоморфізму кварцу та польових шпатів. Властива аплітовим жильним породам. Див. апліт.
СТРУКТУРА АФАНІТОВА — макроскопічно однорідна структура щільних вулканічних порід (афанітів), що складаються зі скла і дрібних кристалічних індивідів, нерозрізнюваних без мікроскопа. Див. афанітова порода.
СТРУКТУРА АФІРОВА — Див. афірова структура.
СТРУКТУРА БЕТОННА — те ж саме, що структура цементна.
СТРУКТУРА БІТУМІНОЗНА (СТРУКТУРА БІТУМІНОЗНОЇ ДІЛЯНКИ) — просторова неоднорідність у якісному складі бітумінозних речовин у межах єдиної бітумонасиченої зони г.п. Обумовлена процесами природного хроматографічного фракціонування. Особливо добре виражена в карбонатних породах. Виявляється за допомогою люмінесценції (звичайно під люмінесцентним мікроскопом).
СТРУКТУРА БЛАСТОВА (БЛАСТИЧНА) — загальний термін для означення усіх структур, що виникли в результаті бластезу. Розрізняють структури бластоґранітову, бластоофітову і т. д. Син.: структура кристалобластова (кристалобластична), катабластична.
СТРУКТУРА БОСТОНІТОВА — структура основної маси сієнітових схизолітів (жильних магматичних порід типу бостонітів, бостонітових порфірів), що характеризується флюїдально або безладно розташованими, часто вилковими лейстами (пластинчастими, брускоподібними утвореннями) лужного польового шпату зі звивистими, зубчастими границями.
СТРУКТУРА БРЕКЧІЄВИДНА (БРЕКЧІЄВА) — структура магматичних та метаморфічних порід, що характеризується наявністю кутастих уламків і цементуючої маси, причому остання суттєво відрізняється від уламків або мінеральної складової за структурою або генезисом.
СТРУКТУРА БРЕКЧІЄВИДНО-ТАКСИТОВА — характеризується відсутністю поступових переходів між ділянками різного складу або різної структури.
СТРУКТУРА ВАРІОЛІТОВА (від фр. variole — віспа) — різновид сферолітової структури, яка зустрічається в основних вулканічних породах. На вивітреній поверхні варіолі виступають у вигляді віспин.
СТРУКТУРА ВІНЦЕВА — структура глибинних основних порід (олівінових габро, норитів, троктолітів) з первинномагматичними облямівками наростання, обумовленими послідовним виділенням і наростанням новоутворених мінералів на більш ранніх мінеральних утвореннях. Син. : структура коронітова.
СТРУКТУРА ВІТРОКЛАСТИЧНА — різновид кластичної структури вулканічних туфів, що складаються переважно з уламків вулканічного скла незалежно від їхньої форми й розміру. Син.: попелова структура.
СТРУКТУРА ВІТРОФІРОВА — Див. склувата структура.
СТРУКТУРА ВІЧКОВА — структура тільки фельдшпатидових порід, у яких кольорові мінерали розташовуються тангенціально або радіально навколо ідіоморфних кристалів анальциму або лейциту, які утворюють вічка — оцели. У процесі росту вічка-оцели не захоплюють пойкілітово-кольорові мінерали, а відсувають їх. Син. : структура оцелярна (оцелярова). Див. також фельдшпатоїди.
СТРУКТУРА ГАБРОВА — зерниста, близька до алотріоморфнозернистої структури глибинних основних порід — габро, габро-норитів, що характеризується ізометричними формами плагіоклазу й кольорових мінералів зі слабким ідіоморфізмом.
СТРУКТУРА ГАБРО-ДІАБАЗОВА — проміжна між габровою і діабазовою, характерна для тіл габро-діабазів, внутрішніх частин діабазових сіллів і нижніх горизонтів діабазових покривів. У порівнянні з габровою структурою, плагіоклаз тут відрізняється помітним, але не різким ідіоморфізмом стосовно піроксену або ін. фемічному мінералу. Син. структура габро-офітова.
СТРУКТУРА ГАБРО-ОФІТОВА — те ж саме, що структура габро-діабазова.
СТРУКТУРА ГІАЛІНОВА — те ж саме, що структура склувата.
СТРУКТУРА ГІАЛОПІЛІТОВА — те ж саме, що структура андезитова.
СТРУКТУРА ГІПІДІОБЛАСТОВА — зерниста структура метаморфічних порід, при якій різні мінерали мають різні ступені ідіоморфізмму (ідіобластезу).
СТРУКТУРА ГІПІДІОМОРФНОЗЕРНИСТА — невпорядкована зерниста структура глибинних гірських порід складного складу, що характеризується різним ступенем ідіоморфізму мінералів (найбільш ідіоморфні — темноколірні мінерали, менш ідіоморфні — польові шпати, найменше — кварц). Різновидами цієї структури гірських порід є: ґранітова, монцонітова, офітова й ін.
СТРУКТУРА ГЛОМЕРОПОРФІРОВА — різновид порфірової структури, при якій фенокристали утворюють зростки або скупчення.
СТРУКТУРА ГРАНОБЛАСТОВА (ГРАНОБЛАСТИЧНА) — різновид бластової структури, при якій порода складена г.ч. ізометричними зернами, що мають різну форму — округлу, поліедричну, зубчасту тощо. Властива для ґнейсів, амфіболітів, еклогітів, мармуру, кварциту і ін. метаморфічних порід.
СТРУКТУРА ГРАНОКЛАСТИЧНА — зерниста катакластична структура порід, які витримали механічний вплив. Характерна наявність кварц-полевошпатових і кварцових ділянок мозаїчної структури. Цим же терміном позначають і наявність аналогічних ділянок у породах ультрамілонітової структури.
СТРУКТУРА ГРАНОФІРОВА — структура основної маси деяких кислих і середніх порфірових порід, що складається із закономірних зростків польового шпату й кварцу. Генезис її пов'язаний із кристалізацією по типу евтектики, можливе метасоматичне походження.
СТРУКТУРА ГРАНУЛІТОВА — 1. Аплітова структура. 2. Структура краплинного кварцу в аплітах; 3. Мозаїчна структура метаморфічних порід і структура вивержених порід, що нагадує структуру зернистого пісковику. Зайвий термін.
СТРУКТУРА ГРАНУЛЯЦІЙНА — розвивається у результаті грануляції зерен мінералів.
СТРУКТУРА ГРАФІЧНА — характеризується закономірним проростанням двох мінералів, причому мінерал, присутній у меншій кількості, включений в ін. у вигляді окремих вростків що за формою нагадують клинчасті письмена й мають однакове оптичне орієнтування. Виникає часто при кристалізації по типу евтектики й властива кислим гірським породам.
СТРУКТУРА ҐЛОБУЛЯРНА — 1. Структура трахібазальту, яка містить ґлобули — округлі утворення анальциму, оточені кристалами польового шпату й піроксену. 2. Структура склуватих гірських порід, яка містить сфероїдні утворення, — ґлобуліти, розсіяні у фельзитовій масі.
СТРУКТУРА ҐРАНІТОВА — Див. ґранітова структура.
СТРУКТУРА ҐРАНІТОЇДНА — Див. ґранітоїдна структура.
СТРУКТУРА ҐРАНІТ-ПОРФІРОВА — те ж саме, що структура гірських порід порфіровидна.
СТРУКТУРА ДІАБАЗОВА — Див. діабазова структура.
СТРУКТУРА ДІАБЛАСТОВА (ДІАБЛАСТИЧНА) — різновид бластової структури, що характеризується взаємним проростанням двох або декількох мінералів; при цьому окремі мінеральні індивіди не є суцільними, а розпадаються на ряд вростків, розділених між собою речовиною, що належать ін. мінеральному індивідові. Схожа з пегматитовою структурою.
СТРУКТУРА ДОЛЕРИТОВА — різновид діабазової структури, при якій кожний проміжок між ідіоморфними лейстами плагіоклазу зайнято декількома ксеноморфними зернами піроксену (нерідко разом з олівіном). Син.: структура інтергранулярна. Див. також долерит.
СТРУКТУРА ЕВПОРФІРОВА — чітко виражена порфірова структура з фенокристалами, які ідентифікуються неозброєним оком.
СТРУКТУРА ЕВТЕКТИЧНА — характеризується взаємними закономірними (пегматитовими) проростаннями мінералів (напр., калієвий польовий шпат і кварц, олівін і авгіт). Обумовлена одночасною кристалізацією з евтектичного розплаву мінералів, що зростаються. Термін С. е. може застосовуватися до структур тільки вивержених порід. Див. евтектика.
СТРУКТУРА ЕВТЕКТОФІРОВА — те ж саме, що структура порфіровидна.
СТРУКТУРА ЗУБЧАСТА — різновид гранобластової структури, що характеризується неправильними зубчастими обмеженнями зерен гірських порід. Властива кварцитам, мармурам, контактовим і ін. метаморфічним породам.
СТРУКТУРА ІҐНІМБРИТОВА — така будова сполучної маси спечених туфів, при якій виявляється реліктова вітрокластична структура гірських порід. Окремі уламки вулканічного скла (дужки, рогульки й ін.) спаяні один з одним і, зберігаючи свої обриси, обгинають уламки кристалів. Див. також іґнімбрит.
СТРУКТУРА ІМПЛІКАЦІЙНА — те ж саме, що структура симплектитова.
СТРУКТУРА ІНТЕРГРАНУЛЯРНА — те ж саме, що структура гірських порід долеритова.
СТРУКТУРА ІНТЕРСЕРТАЛЬНА — структура базальтів і основної маси базальтових порфіритів, що характеризується більшою кількістю порівняно великих мікролітів, лейст плагіоклазу, що утворюють як би ґрати (скелет) породи з кутастими проміжками, заповненими склом або продуктами його девітрифікації й мікроскопічними зернами первинних мінералів — авгіту, магнетиту та ін.
СТРУКТУРА КАТАБЛАСТИЧНА — те ж саме, що структура гірських порід бластова.
СТРУКТУРА КАТАКЛАСТИЧНА — Див. катакластична структура, катакластичні породи.
СТРУКТУРА КЕЛІФІТОВА — характеризується наявністю вторинних реакційних облямівок обростання, на відміну від структури вінцевої. Типовий приклад — структура піропових перидотитів у вигляді винесених з великої глибини включень у кімберлітах.
СТРУКТУРА КЛАСТИЧНА — Див. кластична структура, кластичні відклади, уламкові гірські породи.
СТРУКТУРА КОМПАКТНА — різновид структури осадових гірських порід, коли окремі складові частини порід не розрізнюються неозброєним оком і при слабких збільшеннях. Син.: афанітова структура, щільна структура.
СТРУКТУРА КОРОЗІЙНА — обумовлена корозією мінералів. Зокрема, спостерігається в лужно-ультраосновних породах, де розглядається як різновид гранобластової структури, що відрізняється комбінацією елементів як первинномагматичної будови, так і набутих в результаті метаморфізму (метасоматозу).
СТРУКТУРА КОРОНІТОВА — те ж саме, що структура вінцева.
СТРУКТУРА КРИПТОВА — різновид нерівномірнозернистої структури гірських порід з численними, відносно крупними нещільноприлеглими зернами. Проміжки заповнені аґреґатами дрібніших зерен.
СТРУКТУРА КРИСТАЛОБЛАСТОВА (КРИСТАЛОБЛАСТИЧНА) — те ж саме, що структура бластова.
СТРУКТУРА КРИСТАЛОКЛАСТИЧНА — структура пірокластичних порід, що містять переважно кристали і їх уламки гострокутної форми, занурених в більш тонкозернисту зв'язуючу масу, іноді теж пірокластичного походження.
СТРУКТУРА КРІОГЕННА — характерна для мерзлих дисперсних гірських порід і органогенно-мінеральних відкладів, скріплених крижаним цементом. Різнять 4 типи крижаного цементу залежно від ступеня заповнення пор: контактний, плівковий, поровий, базальний. За формою й орієнтованості зерен різниться: структура льоду неправильнозерниста, призматична, проміжна між двома першими й стовпчаста. У вигляді включень зустрічаються плівки рідини і газу. Див. кріогенна текстура.
СТРУКТУРА ЛАМПРОФІРОВА — властива лампрофірам повнокристалічна порфірова структура, що характеризується наявністю ідіоморфних фенокристалів кольорових мінералів (рогової обманки, біотиту, рідше піроксену) у дрібнозернистій проміжній масі. Див. лампрофіри.
СТРУКТУРА ЛЕПІДОБЛАСТОВА (ЛЕПІДОБЛАСТИЧНА) — різновид кристалобластової структури, властива гірським породам з перевагою лускатих або пластинчастих мінералів — слюдяним, тальковим, хлоритовим сланцям; зрідка зустрічається у кварцитах. Для С. л. не обов'язкове паралельне орієнтування мінеральних. індивідів. Син. структура луската.
СТРУКТУРА ЛІТОКЛАСТИЧНА — структура пірокластичних порід, що складаються переважно з уламків вулканічних порід з розкристалізованою основною масою. Уламки звичайно гострокутні, не сортовані по розмірах і занурені в більш тонкозернисту сполучну масу, що часто має ознаки пірокластичного походження.
СТРУКТУРА ЛІТОКРИСТАЛОКЛАСТИЧНА — структура пірокластичних порід, уламки в яких представлені в основному фенокристалами й роздробленими зернами, осколками мінералів, у підлеглій кількості вулканогенними породами.
СТРУКТУРА МАРГІНАЦІЙНА — те ж саме, що структура рапаківі.
СТРУКТУРА МІКРОЛІТОВА — структура основної маси порфірових порід, що складаються з мікролітів і володіють часто характерною подовженою формою, або з мікролітів і невеликою кількістю скла. С.м. іноді називають усі структури, що характеризуються наявністю мікролітів. Див. також мікроліти.
СТРУКТУРА МІЛОНІТОВА — загальна назва структур метаморфічних порід, що витримали дроблення, перетирання, розвальцювання й володіють паралельною текстурою (останнє відрізняє їх від катакластичних структур).
СТРУКТУРА МОЗАЇЧНА — різновид гранобластової структури, що характеризується простими полігональними, не зубчастими обмеженнями щільно прилеглих зерен, у своїй сукупності схожих на мозаїку або на бджолиний стільник. Спостерігається іноді у вапняках і мономінеральних ультраосновних породах (дунітах, бронзититах), де внаслідок вторинного розростання мінерали втрачають свій первісний ідіоморфний характер. Син.: структура торцева, стільникова. Див. також мозаїчність структури, мозаїчність морфологічна.
СТРУКТУРА МОНЦОНІТОВА — різновид повнокристалічної гіпідіоморфнозернистої структури, властива монцонітам, почасти сієнітам і діоритам. Характеризується різким ідіоморфізмом плагіоклазу стосовно калішпату, що відіграє роль мезостазису. Наявність ідіморфних кристалів плагіоклазу, включених у зерна калішпату, надає ділянкам гірських порід подібність із пойкілітовою структурою.
СТРУКТУРА НАПІВКРИСТАЛІЧНА — структура гірських порід, які на 50 % складається з кристалів, на 50 % — зі скла.
СТРУКТУРА НЕВАДИТОВА — структура кислих порфірових порід збагачена фенокристалами і підлеглою кількістю основної маси; структура останньої варіює від повно кристалічної до склуватої. Різновид поліфірової структури.
СТРУКТУРА НЕМАТОБЛАСТОВА — різновид кристалобластової структури, обумовлена розвитком подовжених призм кристалів (звичайно амфіболу), що утворюють спутановолокнисту масу або розташовуються паралельно один до одного. Якщо головні складові частини породи мають тонковолокнисту будову, то структуру називають фіброластовою (напр., структура нефритів, тонковолокнистих силіманітових сланців і т. ін.).
СТРУКТУРА НЕФЕЛІНІТОВА — структура повнокристалічної основної маси нефелінітів і фонолітів з великою кількістю майже квадратних або шестикутних розрізів нефеліну: цим нефелінітова структура відрізняється від мікролітової і трахітової. Син.: структура фонолітова.
СТРУКТУРА НОДУЛЯРНА — різновид структури осадових гірських порід, характерна наявністю нодулів — округлих виділень дрібних (5-15 мм) мінералів. Проявляються як вузли, плями тощо.
СТРУКТУРА НОРИТОВА — рівномірнозерниста полігональна структура, дуже характерна для всіх і норитових порід і обумовлена приблизно однаковим ідіоморфізмом плагіоклазу й піроксену й ізометричною формою їх зерен. Від габрової відрізняється більшим ступенем ідіоморфізму всіх утворюючих її кристалічних індивідів, а також відсутністю офітових співвідношень між плагіоклазом і піроксеном.
СТРУКТУРА ООЛІТОВА — Див. оолітова структура.
СТРУКТУРА ОРТОФІРОВА — структура основної маси деяких порфірових, суттєво полевошпатових порід (ортофірів, трахітів, порфірів, порфіритів). Характеризується наявністю прямокутних і квадратних мікролітів польових шпатів, частіше лужних, і невеликою кількістю кварцового або склуватого базису.
СТРУКТУРА ОСАДОВИХ ПОРІД — широкий термін, що узагальнює все різноманіття різних структур, що спостерігаються в осадових породах, як первинних, так і після вторинних перетворень. Див. осадові гірські породи.
СТРУКТУРА ОЦЕЛЯРНА (ОЦЕЛЯРОВА) — те ж саме, що структура вічкова.
СТРУКТУРА ОЧКОВА — Див. очкова структура.
СТРУКТУРА ПАНАЛОТРІМОРФНОЗЕРНИСТА — те ж саме, що структура алотріоморфозерниста.
СТРУКТУРА ПАНІДІОМОРФНА (ПАНІДІОМОРФНОЗЕРНИСТА) — структура, при якій більшість мінералів має властиві їм форми.
СТРУКТУРА ПАНКСЕНОМОРФНОЗЕРНИСТА — те ж саме, що структура алотріоморфозерниста.
СТРУКТУРА ПЕГМАТИТОВА — структура, для якої характерні пегматитові зростки двох мінералів, звичайно кварцу й польового шпату, причому один з них утворює великі виділення, що проросли однаково орієнтованими індивідами.
СТРУКТУРА ПЕЛІТОВА — Див. пелітова структура.
СТРУКТУРА ПЕТЛЬОВА (ПЕТЛЕВИДНА) — структура серпентиніту, що характеризується наявністю численних петель, утворених переплетеними смужками серпентину (звичайно лізардиту) з домішкою рудних зерен і пилу, які охоплюють ділянки, що складаються із реліктів олівіну або серпентину (серпофіту, антигориту). Син. : структура альвеолярна.
СТРУКТУРА ПІЛОТАКСИТОВА — структура основної маси ефузивів, що характеризується паралельним або субпаралельним розташуванням полевошпатових мікролітів.
СТРУКТУРА ПІПЕРНОВА (ПІПЕРНОЇДНА) — структура туфолав, що характеризується пошаровим або неправильно брекчієвидним чергуванням ділянок різного кольору й різного складу. Різновид атакситової структури. Назва — за породами, розвиненими у місцевості Піперно, Італія.
СТРУКТУРА ПІРОКЛАСТИЧНА — загальне назва структур вулканічних туфів. Характеризується перевагою пірокластичного матеріалу, слабким сортуванням матеріалу, відсутністю окатаності. Ці ознаки різко виражені в наземних туфів.
СТРУКТУРА ПІСКОВА — Див. піскова структура.
СТРУКТУРА ПЛОМЕНЕВИДНА — структура серпентиніту, у якому розвивається антигорит у вигляді пломеневидних коротких і широких променів або смуг з неясними границями й з неоднорідним згасанням.
СТРУКТУРА ПОВНОКРИСТАЛІЧНА — Див. повнокристалічна структура.
СТРУКТУРА ПОЙКІЛІТОВА — характеризується безладними включеннями багатьох зерен одного або різних мінералів, часто позбавлених кристалографічних обрисів і округлої форми, у значно більші зерна інших мінералів. Мінерал, що містить включення, називається ойкокристалом (хазяїном), а включений мінерал — хадакристалом (гостем), або ксенокристалом (чужим). При дуже дрібних розмірах зерна структура називається мікропойкілітовою. Див. також пойкілітова структура.
СТРУКТУРА ПОЛІФІРОВА — різновид порфірової структури, при якій фенокристали г. п. належать декільком мінералам.
СТРУКТУРА ПОПЕЛОВА — структура пірокластичних порід, що складаються із дрібних уламків вулканічного скла дугоподібної й ін. вигадливих форм, що нагадують черепки, й іноді дрібних уламків пемзи з пузирчастою текстурою. У проміжках між уламками перебуває ще більш тонкозерниста маса, що складається з тонкого склуватого матеріалу. Син.: структура вітрокластична.
СТРУКТУРА ПОРФІРОБЛАСТИЧНА — Див. порфіробластична структура.
СТРУКТУРА ПОРФІРОВА — Див. порфірова структура.
СТРУКТУРА ПОРФІРОВИДНА — характеризується наявністю в гірських породах великих, розрізнюваних макроскопічно, ідіоморфних фенокристалів (вкраплеників), занурених у повнокристалічну основну масу, яка може бути дрібно-, середньо- й іноді навіть грубозернистою. Від порфірової структури відрізняється більшим ступенем кристалічності, а також тим, що фенокристали й основна маса утворюються в однакових або близьких умовах; поява фенокристалів визначається надлишком відповідного компонента стосовно евтектичного розплаву. Син.: структура евтектофірова.
СТРУКТУРА ПРИЗМАТИЧНОЗЕРНИСТА — різновид панідіоморфозернистої структури, характерний тим, що всі мінерали г. п. мають переважно призматичну форму.
СТРУКТУРА ПРИХОВАНОКРИСТАЛІЧНА — Див. прихованокристалічна структура.
СТРУКТУРА ПРОТОБЛАСТОВА (ПРОТОБЛАСТИЧНА) — розвивався в результаті структурних змін магматичних порід, що виникають при кристалізації їх під впливом тектонічних напруг (протобластез).
СТРУКТУРА ПСАМІТОВА — Див. псамітова структура.
СТРУКТУРА ПСЕВДОМОРФНА -и, -ої, ж. — обумовлена наявністю псевдоморфоз одних мінералів по інших.
СТРУКТУРА ПСЕФІТОВА — Див. псефітова структура.
СТРУКТУРА РАПАКІВІ — різновид сферичної структури в ґранітах, при якій великі, часто округлі індивіди (овоїди) калієвого польового шпату оточені облямівкою плагіоклазу й іноді кварцу. Син.: структура маргінаційна. Див. рапаківі.
СТРУКТУРА РЕАКЦІЙНА — загальна назва усіх структур, що носять сліди взаємних реакцій між двома або декількома мінералами г. п. або між мінералом породи й привнесеною рідкою фазою. Сліди реакцій звичайно мають характер облямівок наростання одних мінералів на інших. (Див. облямівка, структура келіфітова).
СТРУКТУРА РЕЛІКТОВА — структура метаморфізованих порід, у яких поряд з елементами нової структури, що виникла при метаморфізмі, збереглися залишки (релікти) структури вихідної породи.
СТРУКТУРА РІВНОМІРНОЗЕРНИСТА — Див. рівномірнозерниста структура.
СТРУКТУРА РОГОВИКОВА — структура контактових роговиків, близька до дрібнозернистої мозаїчної структури. Іноді для С. р. уважають характерною зазубрену неправильну форму зерен і нерідко їх купчасте розташування, а також пойкілобластові утворення.
СТРУКТУРА СЕРЕДНЬОЗЕРНИСТА — Див. середньозерниста структура.
СТРУКТУРА СИМПЛЕКТИТОВА — загальна назва структур, утворених тісним сплетенням двох різних мінеральних мас, взаємним (симплектитовим) проростанням мінералів. До таких структур належать: пегматитова, гранофірова, пойкілітова, діабазова й ін. структури. Син.: структура імплікаційна.
СТРУКТУРА СКЛУВАТА — структура вулканічних порід або їх основних мас, які складаються, в основному, з аморфної склуватої речовини. Син.: структура гіалінова, вітрофірова.
СТРУКТУРА «СНІЖНОЇ ГРУДКИ» — своєрідна будова гранатових порфіробластів, що містять дрібні паралельні включення кварцу й рудних мінералів, зміни орієнтування яких у вузькій крайовій зоні згідні з обертовим рухом порфіробластів під час росту.
СТРУКТУРА СНОПОВА (СНОПОПОДІБНА) — різновид кристалобластової структури, що характеризується безладно розташованими в площині сланцюватості снопоподібними аґреґатами мінералів волокнистої або призматичної форми. Найчастіше проявляється в метасоматичних гірських породах, що складаються із по-різному орієнтованих пучків (снопів) довгих призматичних індивідів мінералів.
СТРУКТУРА СПІЛІТОВА — характеризується тим, що основна маса, що майже цілком представлена спілітами, складається з безладно розташованих довгих тонких лейст альбітизованого плагіоклазу, проміжки між якими заповнені дрібним аґреґатами вторинних і почасти первинних мінералів (хлориту, лейкоксену тощо).
СТРУКТУРА СПОРАДОФІРОВА — порфірова структура, що характеризується рідкісними (спорадичними) фенокристалами (1-2 на шліф).
СТРУКТУРА СТІЛЬНИКОВА — те ж саме, що структура мозаїчна.
СТРУКТУРА СФЕРИЧНА (СФЕРОЇДАЛЬНА, СФЕРОЇДНА) — загальна назва усіх структур з концентричним, радіальним або неправильним розташуванням складових частин г.п. навколо деяких центрів, тобто всіх кульових і сферолітових структур. Син.: структура центрична, кульова. Див. сфероїдальна структура.
СТРУКТУРА СФЕРОЛІТОВА — структура кислих вулканічних порід або їх основної маси, характерна наявністю сферолітів.
СТРУКТУРА ТОЛЕЇТОВА — різновид діабазової (офітової) структури, що характеризується наявністю в проміжках між зернами плагіоклазу поряд з авгітом незначних ділянок свіжого або розкладеного скла з мікролітами плагіоклазу й дендритами рудного мінералу.
СТРУКТУРА ТОНКОЗЕРНИСТА — Див. тонкозерниста структура.
СТРУКТУРА ТОРЦЕВА — те ж саме, що структура мозаїчна.
СТРУКТУРА ТРАХІДОЛЕРИТОВА — долеритова структура базальтів із субпаралельним (трахітовим) розташуванням табличок або призм плагіоклазу.
СТРУКТУРА ТРАХІОФІТОВА — офітова структура з добре помітним субпаралельним орієнтуванням лейст плагіоклазу.
СТРУКТУРА ТРАХІТОВА — структура основної маси порфірових порід, що характеризується субпаралельно розташованими призматичними мікролітами польового шпату, між якими немає або дуже мало склуватого базису. Див. трахіт.
СТРУКТУРА ТРИХІТОВА — структура ріолітів, що характеризується наявністю кристалітів — трихітів, глобулітів, неправильно розсіяних, або розташованих потоками, або сконцентрованих в зонах навколо сферолітів.
СТРУКТУРА ТУФОВА — загальна назва усіх структур вулканічних туфів незалежно від складу й розміру уламків, а також від складу, кількості й структури сполучної маси.
СТРУКТУРА ФЕЛЬЗИТОВА — Див. фельзитова структура.
СТРУКТУРА ФІБРОБЛАСТОВА — те ж саме, що структура нематобластова.
СТРУКТУРА ФЛЮЇДАЛЬНА — характеризується потокоподібним розташуванням кристалів г.п. або мікролітів основної маси, що огинає фенокристали. Утворюється при русі в'язкої лави, що застигає. Син. : структура флюктуаційна.
СТРУКТУРА ФЛЮКТУАЦІЙНА — те ж саме, що структура флюїдальна.
СТРУКТУРА ФОНОЛІТОВА — те ж саме, що структура нефелінітова.
СТРУКТУРА ЦЕМЕНТНА — структура піддана тиску зернистих порід, в якій уцілілі від роздроблення зерна немов би зцементовані дрібнозернистим аґреґатами здавлених зерен. Найкраще проявляється в багатих на кварц зернистих породах (ґранітах, ґнейсах). Син. : структура бетонна.
СТРУКТУРА ШАХОВА — структура альбіту, що характеризується при дуже тонкому полісинтетичному двійникуванні тим, що окремі двійникові пластинки короткі, не проходять через усе зерно або кристал і змінюють одна одну в шаховому порядку. Характерна для низькотемпературного метасоматичного альбіту.